# Vimolchatra
Sua Alteza a Princesa Vimolchatra da Tailândia ou Phra Vorawongse Ther Phra Ong Chao Vimolchatra (RTGS: Vimonchat) (em tailandês: พระวรวงศ์เธอ พระองค์เจ้าวิมลฉัตร) (Bangkok, 27 de junho de 1921 - Bangkok, 5 de dezembro de 2009) foi uma princesa da Tailândia, membro da família real tailandesa, neta direta do Rei Chulalongkorn.